# أنيتا هاريس
أنيتا هاريس (بالإنجليزية: Anita Harris)‏ هي مقدمة تلفزيونية ومغنية وممثلة بريطانية، ولدت في 3 يونيو 1944 في المملكة المتحدة.

## وصلات خارجية
- أنيتا هاريس على موقع IMDb (الإنجليزية)
- أنيتا هاريس على موقع روتن توميتوز (الإنجليزية)
- أنيتا هاريس على موقع ميوزك برينز (الإنجليزية)
- أنيتا هاريس على موقع أول ميوزيك (الإنجليزية)
- أنيتا هاريس على موقع ديسكوغز (الإنجليزية)
- أنيتا هاريس على موقع قاعدة بيانات الفيلم (الإنجليزية)